# Idaiyangudi
Idaiyangudi là một thị trấn panchayat ở Tirunelveli thuộc Ấn Độ. Nó nằm giữa Uvari và Th isayanvilai. Có ga đường sắt gần nhất là Nanguneri và sân bay gần nhất là ở Thoothukudi. Nó cũng được kết nối với Tirunelveli, 40 dặm về phía Tây Bắc. Ngôi làng này là người nhận giải thưởng Uthamar Gandhi.

## Lịch sử
Ngôi làng này được thành lập vào thế kỷ 18 bởi nhà truyền giáo SPG Robert Caldwell.